# Earinus chubuquensis
Earinus chubuquensis är en stekelart som beskrevs av Berta 2000. Earinus chubuquensis ingår i släktet Earinus och familjen bracksteklar. Inga underarter finns listade i Catalogue of Life.